# Henrik Carbonnier
Paul Henrik Jean Carbonnier, född 7 mars 1879 på Hanaskogs slott i Kviinge socken, död 26 oktober 1968 i Kviinge socken, var en svensk jägmästare.

## Biografi
Henrik Carbonnier var son till ryttmästaren Paul Henri Carbonnier och Louise Henriette de Pierre. Han blev student vid Lunds universitet 1897, genomgick Skogsinstitutet 1900-1902 och blev därefter extra jägmästare i Smålands distrikt 1903. Han tjänstgjorde som länsjägmästare i Jönköpings län 1904-1914, var skogschef hos AB Finspångs styckebruk 1914-1918 och från 1931 lektor i skogsskötsel, skogsuppfattning och skogsdelning vid Skogshögskolan. 1920-1929 vidtog han dels i studiesyfte dels på uppdrag av Svenska träexportföreningen resor i USA, Kanada, Jugoslavien, Belgiska Kongo, Sydafrika och Centraleuropa. Redogörelser för resorna publicerades i dagspress och i facktidskrifter. Han gifte sig med friherrinnan Elisabeth Magdalena De Geer af Finspång 1908. De fick tillsammans barnen Charles, Claes, Nils, Erik och Cécile. Henrik Carbonnier är begraven på Kviinge kyrkogård